# エクトル・ベジェリン
エクトル・ベジェリン・モルノ（Héctor Bellerín Moruno，1995年3月19日 - ）は、スペイン・カタルーニャ州バルセロナ出身のサッカー選手。レアル・ベティス所属。ポジションはDF。元スペイン代表。

## 経歴

### クラブ
スペインのバルセロナ出身。地元の名門FCバルセロナでキャリアをスタートさせる。2011年の夏、アーセナルFCへ移籍する。2013年7月、アーセナルとプロ契約を結ぶと、同年10月25日に行われたウェスト・ブロムウィッチ・アルビオンFC戦で95分にミケル・アルテタと交代してデビューを飾る。
2013年11月22日、英2部のワトフォードFCに2014年1月までの短期間ローン移籍することが発表された。2013年11月30日のヨーヴィル・タウンFC戦にワトフォードFCの選手として初出場を果たす。2014年1月3日、ワトフォードFCへのローン期間をシーズン終了まで延長することを発表されたが、2月18日に当時守備陣に問題を抱えていたアーセナルに呼び戻された。
2014年9月、マテュー・ドゥビュシー、カラム・チャンバース、ナチョ・モンレアルと当時のアーセナルは守備陣に負傷者が相次いでいることもあり、急遽UEFAチャンピオンズリーグでアウェイのボルシア・ドルトムント戦に右サイドバックでスタメン出場したがチームは0-2で敗北。しかし、そこでの活躍が認められ、この日以降負傷中のマテュー・ドゥビュシーに代わって右サイドバックを務め、2015年2月1日のアストン・ヴィラFC戦でクラブ初ゴールを記録し、5-0での大勝に貢献した。2016年11月21日、2022年までの長期の契約延長でクラブと合意した。
2018年5月21日、2018-19シーズンより背番号をドゥビュシーの退団により空いた2番に変更することが発表された。シーズン開幕後、5週間を脹脛の問題のせいで棒に振った。2019年1月19日のチェルシーFC戦で70分に負傷交代。前十字靭帯を断裂し、その結果9ヶ月の離脱を余儀なくされた。
2020年12月6日のノース・ロンドン・ダービーでシーズン5度目のファールスローを取られた。開幕からわずか3ヶ月程度で5回もファールスローを取られるという異例の事態はチームが極度の低迷をしていたこともあり大きな批判を受けた。
2021年8月31日、レアル・ベティスへの1シーズンローンが発表された。
2022年9月1日、アーセナルと契約解除しユース時代の古巣のFCバルセロナにフリーで移籍。契約は1シーズンのみとなる。
2023年1月31日、スポルティングCPへの移籍が発表された。
2023年7月18日、古巣レアル・ベティスに復帰し、5年契約を交わした。

### 代表
2016年5月17日、EURO2016に向けた暫定メンバーの追加合流選手として発表された。同年5月29日、親善試合のボスニア・ヘルツェゴビナ戦でスペインA代表として初出場初先発を果たす。CL決勝で同ポジションのカルバハルが負傷したことでEURO2016の正式メンバー入りをした。しかし、残念ながらEURO2016では出場することなかった。2020年11月7日、ヘスス・ナバスの負傷により約4年ぶりに代表に追加招集され、親善試合オランダ戦にフル出場した。

## エピソード
- 2015年4月、アーセナルFCで行われた40mスプリントの計測において当時現役サッカー選手の中でも屈指のスピードを誇るウォルコットの4.42秒をわずかに上回り、アーセナルが計測を始めてから最速の4.41秒を記録した[21]。
- フットボール界屈指のファッショニスタとして有名。そのルーツは、ファッション関係者の家族が多くその影響を受けたことにある。祖父母は、小さな服屋を経営し母親もパターンカッターとして働いていた[22][23]。2019年3月、世界的ファッション雑誌VOGUEにて最もスタイリッシュなフットボーラーとして特集が組まれた[24]。2019年6月、パリ・コレクションにルイ・ヴィトンのゲストモデルとして出演[25]。2021年2月、H&Mとコラボして複数のファッションアイテム「Edition By Héctor Bellerín」を発売。日本でも公式オンラインショップや渋谷店で販売された。後述のとおり環境活動家としても有名なため環境に配慮した素材・デザインで作成されている[26]。
- 彼は、完全菜食主義を表明している。完全菜食主義に移行したのは2017-18シーズンの初めであり当初は負傷に悩まされていたことから試しで始めた。今では、環境問題や動物虐待への問題意識からも完全菜食主義を継続している[27]。
- 環境問題に対する意識が高いことで知られている。以前から森林破壊と気候変動問題に関心のあった彼は、2020年の新型コロナによるリーグ中断期間中に森林再生への取り組みを支援するチャリティー団体One Tree Planted（英語版）と協力し、6・7月の試合でアーセナルが勝利するごとにブラジルのアマゾンに3000本の木を植える計画を立てた。賛同者からの寄付により最終的に5万8617本の植樹が実現した[28]。また、2020年9月には完全菜食主義の選択や世界のスポーツクラブで初のカーボンニュートラルへの取り組みなどから世界で最も環境に配慮したチームとしてFIFAと国連から認められているイングランドのサッカークラブであるフォレストグリーン・ローヴァーズFCの活動に賛同し第2位の筆頭株主となった[29]。

## 個人成績

### クラブ
| クラブ               | シーズン     | リーグ             | リーグ戦 | リーグ戦 | カップ戦 | カップ戦 | リーグ杯 | リーグ杯 | 国際大会 | 国際大会 | その他 | その他 | 合計 | 合計 |
| クラブ               | シーズン     | リーグ             | 出場     | 得点     | 出場     | 得点     | 出場     | 得点     | 出場     | 得点     | 出場   | 得点   | 出場 | 得点 |
| -------------------- | ------------ | ------------------ | -------- | -------- | -------- | -------- | -------- | -------- | -------- | -------- | ------ | ------ | ---- | ---- |
| アーセナル           | 2012-13      | プレミアリーグ     | 0        | 0        | 0        | 0        | 0        | 0        | 0        | 0        | 0      | 0      | 0    | 0    |
| アーセナル           | 2013-14      | プレミアリーグ     | 0        | 0        | 1        | 0        | 0        | 0        | 0        | 0        | 0      | 0      | 1    | 0    |
| アーセナル           | 通算         | 通算               | 0        | 0        | 1        | 0        | 0        | 0        | 0        | 0        | 0      | 0      | 1    | 0    |
| ワトフォードFC(loan) | 2013-14      | チャンピオンシップ | 8        | 0        | -        | -        | -        | -        | -        | -        | 0      | 0      | 8    | 0    |
| ワトフォードFC(loan) | 通算         | 通算               | 8        | 0        | -        | -        | -        | -        | -        | -        | 0      | 0      | 8    | 0    |
| アーセナル           | 2014-15      | プレミアリーグ     | 20       | 2        | 3        | 0        | 1        | 0        | 4        | 0        | 0      | 0      | 28   | 2    |
| アーセナル           | 2015-16      | プレミアリーグ     | 36       | 1        | 2        | 0        | 0        | 0        | 6        | 0        | 1      | 0      | 44   | 1    |
| アーセナル           | 2016-17      | プレミアリーグ     | 33       | 1        | 4        | 0        | 0        | 0        | 5        | 0        | 0      | 0      | 42   | 1    |
| アーセナル           | 2017-18      | プレミアリーグ     | 35       | 2        | 0        | 0        | 3        | 0        | 8        | 1        | 1      | 0      | 47   | 3    |
| アーセナル           | 2018-19      | プレミアリーグ     | 19       | 0        | 0        | 0        | 0        | 0        | 0        | 0        | 0      | 0      | 19   | 0    |
| アーセナル           | 2019-20      | プレミアリーグ     | 15       | 1        | 3        | 0        | 2        | 0        | 3        | 0        | 0      | 0      | 23   | 1    |
| アーセナル           | 2020-21      | プレミアリーグ     | 25       | 1        | 1        | 0        | 1        | 0        | 7        | 0        | 1      | 0      | 35   | 1    |
| アーセナル           | 通算         | 通算               | 183      | 8        | 13       | 0        | 7        | 0        | 33       | 1        | 3      | 0      | 238  | 9    |
| ベティス (loan)      | 2021-22      | ラ・リーガ         | 23       | 0        | 5        | 0        | -        | -        | 4        | 0        | -      | -      | 32   | 0    |
| バルセロナ           | 2022-23      | ラ・リーガ         | 3        | 0        | 2        | 0        | -        | -        | 2        | 0        | 0      | 0      | 7    | 0    |
| スポルティングCP     | 2022-23      | プリメイラ・リーガ | 10       | 1        | -        | -        | -        | -        | 3        | 0        | -      | -      | 13   | 1    |
| キャリア通算         | キャリア通算 | キャリア通算       | 227      | 9        | 19       | 0        | 8        | 0        | 42       | 1        | 3      | 0      | 299  | 10   |

### 代表
- 国際Aマッチ 4試合 0得点

| スペイン代表 | 国際Aマッチ | 国際Aマッチ |
| 年           | 出場        | 得点        |
| ------------ | ----------- | ----------- |
| 2016         | 3           | 0           |
| 2020         | 1           | 0           |
| 通算         | 4           | 0           |

## タイトル

### クラブ
アーセナル
- FAカップ : 3回 (2014-15, 2016-17, 2019-20)
- FAコミュニティ・シールド : 3回 (2015, 2017, 2020)

レアル・ベティス
- コパ・デル・レイ : 1回 (2021-22)

FCバルセロナ
- スーペルコパ・デ・エスパーニャ : 1回 (2022-23)
- プリメーラ・ディビシオン : 1回 (2022-23)

### 個人
- PFA年間ベストイレブン：1回 (2015-16)

## 代表歴

### 出場大会
- U-21スペイン代表
  - 2017年 - UEFA U-21欧州選手権（準優勝）
- スペイン代表
  - 2016年 - UEFA EURO 2016（ベスト16）